# Escola Superior de Teatro e Cinema

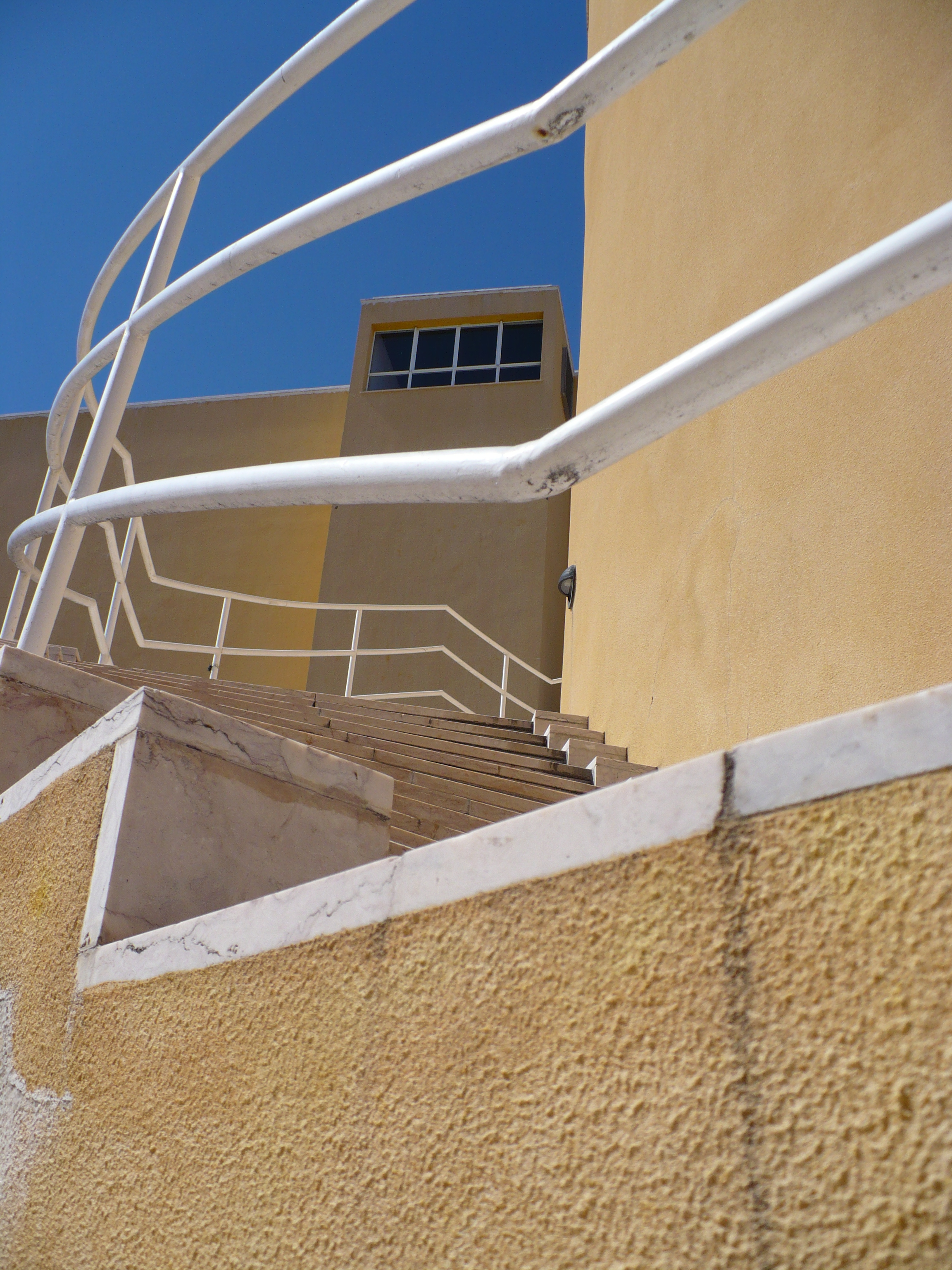
Das Gebäude der ESTC (Teilansicht)

Die Escola Superior de Teatro e Cinema (ESTC) ist die Theater- und Filmhochschule des Polytechnischen Institutes Lissabon. Sie ist der Nachfolger des Nationalkonservatoriums (Conservatório Nacional). Die ESTC ist aufgeteilt in die Fachbereiche Theater (Departamento de Teatro) und Film (Departamento de Cinema).

## Geschichte
Die ESCT geht zurück auf das Nationalkonservatorium, welches seinerseits auf den Beschluss von 1836 zurückging, mit dem Almeida Garrett mit der Gründung eines Nationaltheaters und einer entsprechenden Theaterschule beauftragt wurde. Neben dem Teatro Nacional D. Maria II entstand so das Conservatório Geral de Arte Dramática („Allgemeines Konservatorium der Theaterkünste“), bestehend aus der Theater- und Vortragsschule Escola Dramática e de Declamação, der Musikschule Escola de Música, und der Tanzschule Escola de Dança, Mímica e Ginástica especial. Die seit 1835 bestehende Musikschule Conservatório de Música der Casa Pia wurde dabei in die Escola de Música eingegliedert.
Im Zuge einer Reform wurde der Name in Conservatório Real de Lisboa („Königliches Konservatorium von Lissabon“) geändert, während seine Escola Dramática e de Declamação fortan Escola de Arte de Representar („Schule der Darstellerkunst“) hieß. Mit Ausrufung der Portugiesischen Republik 1910 wurde die Umbenennung in Conservatório Nacional vorgenommen. 1914 erhielt die Escola de Arte de Representar Verwaltungautonomie.
1971 wurde ein unabhängiger Film-Lehrgang eingerichtet, welcher 1973 mit der Escola Piloto para a Formação de Profissionais de Cinema („Erste Ausbildungsschule für Filmberufe“) eine eigene Schule im Nationalkonservatorium erhielt. Diese verpflichtete sich gleichermaßen der technischen wie der kreativen Seite des Kinos.
1983 wurde die Einrichtung einer Film- und Theaterhochschule beschlossen. Eine Einrichtungskommission nahm die Arbeit auf, um aus der Escola Piloto para a Formação de Profissionais de Cinema die ESTC – Escola Superior de Teatro e Cinema (wörtlich: „Hochschule für Theater und Film“) zu machen. 1985 wurde die neugeschaffene ESTC, die bisher der ministerialen Direcção Geral do Ensino Superior („Generaldirektion für das Hochschulwesen“) unterstellt war, dem Polytechnischen Institut Lissabon (IPL) angegliedert. Bis zur Verabschiedung ihrer vollständigen Statuten im Regierungsblatt (Diário da República) am 18. Januar 1995 blieb die ESTC dabei unter der formalen Leitung der Einrichtungskommission.
1998 zog die ESTC aus ihren, noch von Almeida Garrett eingerichteten Räumen im ehemaligen Kloster Convento dos Caetanos (in der Gemeinde Misericórdia, in der Innenstadt Lissabons), in den Neubau in Amadora. Dort sind neben den unterschiedlichsten Schulungsräumen auch Bibliothek, Studios, Veranstaltungs- und Vorführräume, und die Kantine untergebracht.

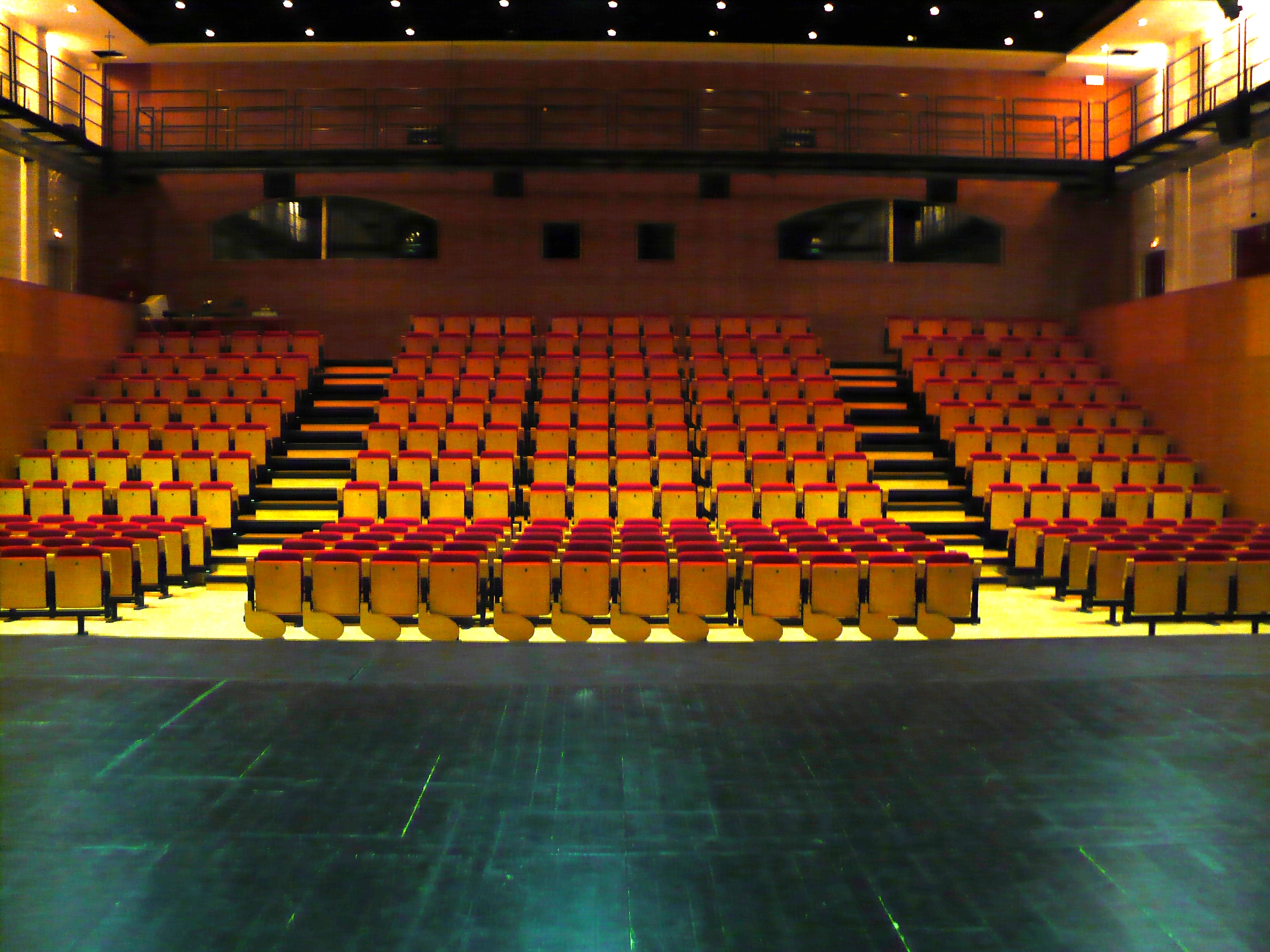
Das große Auditorium der ESTC

## Internationale Einbindungen
Die ESTC ist stark international ausgerichtet, mit Einbindung in die UNESCO-Einrichtung des Internationalen Theaterinstitutes (ITI bzw. IIT) und als UNESCO-Lehrstuhl. Auch in das Centre International de Liaison des Écoles de Cinéma et de Télévision (CILECT) und seinem GEECT (Groupement Européen des Ecoles de Cinéma et de Télévision) ist sie eingebunden, ebenso in der ELIA (European League of Institutes of Arts).
Die ESTC nimmt teil an internationalen Austauschprogrammen wie dem Sokrates- und dem Erasmus-Programm sowie dem Leonardo da Vinci-Austauschprojekt. Dazu hat sie bi-laterale Austauschabkommen mit verschiedenen lateinamerikanischen Hochschulen getroffen, in Brasilien, dazu in Argentinien und Mexiko.

## Aktivitäten
Die ESTC hat ihre Aufgaben in fünf Punkten festgeschrieben:
- Ausbilden
- Forschen
- Experimentieren
- selbst Projekte durchführen und sich an anderen Projekten beteiligen
- gesellschaftliche Dienstleistungen

Die ESTC hat sich dem Bologna-Prozess angeschlossen und bietet Bachelor- und Master-Studiengänge an.
Das Forschungszentrum der ESTC arbeitet mit dem der Universität der Algarve zusammen, außerdem unterhält sie lokale pädagogische und kulturelle Projekte in den benachbarten Gemeinden.
Die Arbeiten, die die Studenten der Fachbereiche erarbeiten, werden in der ESTC, aber auch in öffentlichen Räumen, darunter Theatern, Museen und der Cinemateca Portuguesa, der Öffentlichkeit gezeigt und diskutiert.